# Il fantasma dei mari della Cina
Il fantasma dei mari della Cina (Ghost of the China Sea) è un film del 1958 diretto da Fred F. Sears.
È un film di guerra statunitense con David Brian, Lynette Bernay e Norman Wright ambientato in Cina nel 1941 durante la seconda guerra mondiale.

## Produzione
Il film, diretto da Fred F. Sears (alla sua ultima regia prima della morte) su una sceneggiatura di David Brian (che interpreta anche il protagonista, Martin French) e Charles B. Griffith, fu prodotto allo stesso Griffith per la Columbia Pictures e girato alle Hawaii dal 31 ottobre al 14 novembre 1957.

## Distribuzione
Il film fu distribuito con il titolo Ghost of the China Sea negli Stati Uniti nel settembre del 1958 al cinema dalla Columbia Pictures. È stato distribuito anche in Italia con il titolo Il fantasma dei mari della Cina.